# Гуаньяйнс (мікрорегіон)

Гуаньяйнс (порт. Microrregião de Guanhães) — мікрорегіон у Бразилії, входить до штату Мінас-Жерайс. Складова частина мезорегіону Валі-ду-Ріу-Досі. Населення становить 127 945 чоловік на 2006 рік. Займає площу 5781,503 км². Густота населення — 22,1 чол./км².

## Склад мікрорегіону
До складу мікрорегіону включені такі муніципалітети:
1. Браунас
2. Кармезія
3. Колуна
4. Дівіноландія-ді-Мінас
5. Доріс-ді-Гуаньяйнс
6. Гонзага
7. Гуаньяйнс
8. Матерландія
9. Паулістас
10. Сабінополіс
11. Санта-Ефіженія-ді-Мінас
12. Сардоа
13. Сеньора-ду-Порту
14. Сан-Жуан-Еванжеліста
15. Віржинополіс

| Бразилія | Це незавершена стаття з географії Бразилії. Ви можете допомогти проєкту, виправивши або дописавши її. |